# (6554) Takatsuguyoshida
(6554) Takatsuguyoshida (1989 UO1) – planetoida z pasa głównego asteroid okrążająca Słońce w ciągu 3,25 lat w średniej odległości 2,19 j.a. Odkryta 28 października 1989 roku.